# Lappeenranta
Lappeenranta város Finnországban, Dél-Finnország tartományban, Dél-Karélia régióban.
Lappeenranta nemzetközi egyetemi városként ismert Finnországban a Lappeenrantai Műszaki Egyetemmel és a Saimaa Alkalmazott Tudományok Egyetemével, amelyeknek együttesen 68 országból mintegy 13 000 hallgatója van. Lappeenranta egyben Délkelet-Finnország kereskedelmi központja, valamint az EU és Oroszország találkozási pontja, 215 kilométerre Helsinkitől és Szentpétervártól egyaránt. A Saimaa-tó déli partján fekvő város a régió turisztikai központjává teszi a várost; Lappeenranta az orosz turisták által Finnországban Helsinki után a második leglátogatottabb város, és Helsinkivel versenyez a finnországi adómentes forgalom legnagyobb részéért. Lappeenranta a megújuló energiák és a tiszta lakókörnyezet mintaképe.
Itt született Alekszandr Petrovics Szumarokov orosz író.

## A médiában
Itt játszódik a Bordertown nevű finn krimisorozat, ami a Netflix forgalmazásában látható.